# Distretti congressuali del Kentucky

Distretti congressuali del Kentucky

Lo stato del Kentucky è diviso in 6 distretti congressuali, ognuno rappresentato da un rappresentante alla Camera dei rappresentanti degli Stati Uniti.
I distretti sono attualmente rappresentati al 119º Congresso degli Stati Uniti d'America da 5 repubblicani e da 1 democratico.

## Distretti e rispettivi rappresentanti
| Distretto | Rappresentante  | Partito      | CPVI | In carica dal    | Mappa del distretto |
| --------- | --------------- | ------------ | ---- | ---------------- | ------------------- |
| 1°        | James Comer     | Repubblicano | R+23 | 8 novembre 2016  |                     |
| 2°        | Brett Guthrie   | Repubblicano | R+20 | 3 gennaio 2009   |                     |
| 3°        | Morgan McGarvey | Democratico  | D+10 | 3 gennaio 2023   |                     |
| 4°        | Thomas Massie   | Repubblicano | R+18 | 13 novembre 2012 |                     |
| 5°        | Hal Rogers      | Repubblicano | R+32 | 3 gennaio 1981   |                     |
| 6°        | Andy Barr       | Repubblicano | R+7  | 3 gennaio 2013   |                     |

## Cronologia delle configurazioni
Le tabelle riportano le mappe dei confini dei distretti congressuali dello stato del Kentucky, presentati in maniera cronologica. Vengono mostrati tutti i cicli di modifica periodica dei distretti dal 1973 ad oggi.
| Anno      | Cartina dello stato | Dettaglio di Louisville |
| --------- | ------------------- | ----------------------- |
| 1973–1982 |                     |                         |
| 1983–1992 |                     |                         |
| 1993–1996 |                     |                         |
| 1997–2002 |                     |                         |
| 2003–2013 |                     |                         |
| 2013–2023 |                     |                         |
| Dal 2023  |                     |                         |

## Distretti obsoleti
- Distretto congressuale at-large del Kentucky
- 7º Distretto congressuale del Kentucky
- 8º Distretto congressuale del Kentucky
- 9º Distretto congressuale del Kentucky
- 10º Distretto congressuale del Kentucky
- 11º Distretto congressuale del Kentucky
- 12º Distretto congressuale del Kentucky
- 13º Distretto congressuale del Kentucky